# Afrotis
Afrotis es un género de aves otidiformes en la familia Otididae propio del sur de África.

## Especies
Se reconocen las siguientes:
- Afrotis afra  (Linnaeus, 1758)
- Afrotis afraoides (Smith, A, 1831)